# Palacio de los Abrantes
El Palacio de los Abrantes, o Palacio de los Dávila, es un edificio de la ciudad española de Ávila. Cuenta con el estatus de Bien de Interés Cultural.

## Descripción

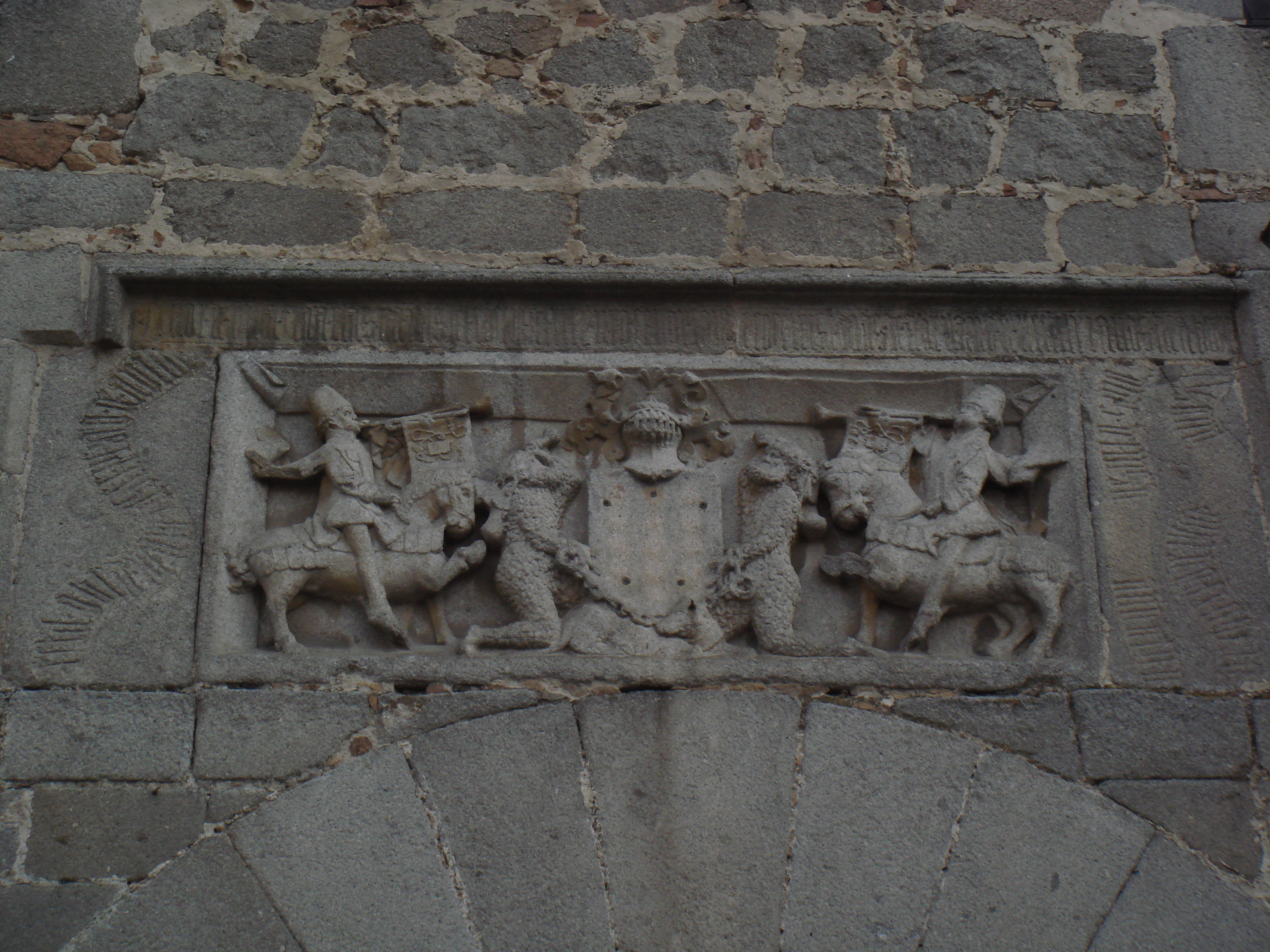
Friso

El Palacio de los Abrantes, o de los Dávila, está ubicado en la ciudad de Ávila, capital de la provincia homónima, en Castilla y León.
Fue declarado monumento histórico artístico de carácter nacional el 17 de marzo de 1982, mediante un real decreto publicado el 9 de junio de ese mismo año en el Boletín Oficial del Estado, firmado por el rey Juan Carlos I y la entonces ministra de Cultura Soledad Becerril Bustamante.
En la actualidad está catalogado como Bien de Interés Cultural, con la categoría de monumento, habiendo sido delimitado el entorno de protección el 1 de agosto de 1991, mediante decreto publicado en el Boletín Oficial de Castilla y León el día 7 de ese mismo mes.